# Lindera neesiana
Lindera neesiana ist eine Pflanzenart in der Familie der Lorbeergewächse aus China, Tibet, Nepal, Bhutan, und Myanmar.

## Beschreibung
Lindera neesiana wächst als laubabwerfender Strauch oder Baum bis zu 12 Meter oder mehr hoch. Die Pflanze duftet aromatisch.
Die wechselständigen, einfachen Laubblätter sind kurz gestielt. Sie sind papierig, ganzrandig, schwach behaart bis kahl, spitz bis zugespitzt, eiförmig bis elliptisch und bis 14 Zentimeter lang. Der Blattstiel ist bis etwa 1–2 Zentimeter lang. Die Nervatur ist meist gefiedert, aber manchmal dreizählig, mit undeutlichen Seitenadern.
Lindera neesiana ist zweihäusig diözisch. Es werden achselständige, kurz gestielte und wenigblütige doldige Blütenstände mit 4 kreuzgegenständigen, manchmal abfallenden Hochblättern und einigen Blüten gebildet. Die funktionell eingeschlechtlichen und sehr kleinen, kurz gestielten Blüten besitzen eine einfache Blütenhülle. Es sind jeweils 6 Tepalen in zwei Kreisen vorhanden, die männlichen Blüten sind grünlich, die weiblichen gelb. bei den männlichen Blüten sind 9 Staubblätter in drei Kreisen, mit meist ein oder zwei Drüsen unten an den Staubfäden und ein Pistillode vorhanden. Bei den weiblichen Blüten ist ein oberständiger Fruchtknoten und Staminodien mit meist Drüsen in drei Kreisen vorhanden.
Die kleinen, einsamigen und glatten, rötlichen Früchte, Beeren sind rundlich und bis 8 Millimeter groß. Sie sitzen auf einem kahlen „Hypocarpium“ (eine vergrößerte, fleischige Struktur aus dem Blütenboden gebildet oder ein verdickter Fruchtstiel).

## Taxonomie
Lindera neesiana wurde 1831 von Christian Gottfried Daniel Nees von Esenbeck in Nathaniel Wallichs Werk Plantae Asiaticae Rariores, Vol. 2, S. 63 als Benzoin neesianum erstbeschrieben. Er hatte den Namen von Wallich übernommen. Die Art wurde von Wilhelm Sulpiz Kurz 1875 in Prelim. Rep. Veg. Pegu, App. A: CIII, App. B: 74, als Lindera neesiana (Wall. ex Nees) Kurz in die Gattung Lindera gestellt. Synonyme sind z. B. Aperula neesiana (Wall. ex Nees) Blume, Lindera fruticosa Hemsl. und Litsea fruticosa (Hemsl.) Gamble.

## Verwendung
Die getrockneten Früchte werden als Pfefferersatz (Cumeo, Siltimur, Timut, Timur) verwendet. Auch die Früchte von Lindera glauca werden ähnlich verwendet.